# 王神荫
王神荫（1915年6月30日—1997年12月25日），曾用名王前佑，福建古田人，中国聖樂史學家，中华圣公会山东教区第四任主教（1955年－1958年）。著有《中國讚美詩發展概況》、《圣诗典考》、《讚美詩（新編）史話》。

## 生平
1915年，王神荫出生于中国福建古田的基督教家庭。1933年毕业于福州圣公会三一中學。1937年毕业于济南齐鲁大学教育系。1939年毕业于上海圣约翰大学神学院。1948年获加拿大多伦多大学文学硕士学位。曾任开封真理堂和三一座堂牧师。1950年以后领导了济南市三自爱国运动，1953年任中华圣公会山东教区主教。1980年后担任中国基督教三自爱国运动委员会副主席。1997年12月25日在济南去世。